# グンアージャビーン・アヨルザナ
グンアージャビーン・アヨルザナ（Gun-Aajaviin Ayurzana、モンゴル語: Гүн-Аажавын Аюурзана、1970年 - ）は、モンゴル国の詩人・作家・翻訳家。
1995年に処女詩集『稚（おさな）き詩編たち(モンゴル語: Балчир шүлгүүд)』を出版して以来、詩集、小説、翻訳、評論集など多くの著書を発表している。

## 経歴
1970年、モンゴル国バヤンホンゴル県生まれ。1988年から1994年、ロシア連邦モスクワ市のゴーリキー名称文学大学修了。モンゴルに帰国後、作家活動の傍ら、日刊紙「アルディン・エルフ」紙などで記者、編集者を務め、後に「ウチグドゥル」紙を発行。2000年以降は執筆、翻訳等の文筆業に専念。2002年に金の羽賞、2003年にモンゴル作家同盟賞、2009年にモンゴル国文化功労者の称号を受章。

## 代表作

### 詩集
『時の瞬く間に』(1998)、『哲学の詩』(2001)、『Non Plus Ultra』(2005)、『心を覗き込む彼女に』(2009)、『瞑想』(2013)など。

### 小説
『愛なき世界のブルース』(2002)、『幻影/ Magic Mirage』(2003)、『十の夢の借り』(2005)、『こだまより生まれし者』(2007)、長編小説『シャマン伝説』(2010)、『シュグデン』(2012)、『白、黒、赤』（2014）など。

### 翻訳・編纂
世界の哲学・思想・文学芸術の精粋を紹介する哲学・芸術思索叢書シリーズ《新時代の叢書》として、『２×２＝６　６０人の天才思想家』、『現代の偉大な思想家たち』、『禅 –俗世を離れ-』など、全１０巻を執筆、出版。
『世界短編小説選集』では、モンゴル国で初めて村上春樹（短編小説「4月のある晴れた朝に100パーセントの女の子に出会うことについて」）やジュノ・ディアズなどを翻訳・紹介した。他にも、モンテーニュ『エセー（随想録）』、ウィリアム・フォークナー小説集、ボルヘス小説集、サルトル『言葉』、現代アメリカの代表的詩人クリストファー・メリルの詩集など、多くの翻訳作品を発表している。
また、モンゴル国の優れた文学作品を集めた『モンゴル詩歌選集』、『モンゴル短編小説選集』を夫人でもある詩人・作家L.ウルズィートゥグス（モンゴル語: Л.Өлзийтөгс）とともに編纂、発行。